# Площадь Славы (Хабаровск)
Пло́щадь Сла́вы — площадь, расположенная в Центральном районе Хабаровска.

## История
Площадь Славы была построена по случаю 30-летия окончания Великой Отечественной войны и была открыта 9 мая 1975 года.
Нынешний облик площадь обрела далеко не сразу. Вначале в центре площади был построен пилон в центре и протяженной стеной с рельефами восьми высших советских орденов. На пилоне были высечены имена Героев Советского Союза, Героев Социалистического Труда, полных кавалеров Орденов Славы и Трудовой Славы. Над проектом работали скульпторы Н. В. Вдовкин, А. А. Карих, А. С. Орехов, архитекторы А. Н. Матвеев и Н. Т. Руденко.
В честь 40-летия победы в Великой Отечественной войне был возведен мемориал, посвященный жителям Хабаровского края, павшим на фронтах Великой Отечественной войны. На полукруглой стене мемориала имена 19 тысячи солдат и офицеров. Архитекторами были Г. И. Потапов, Э. Д. Маловинский, Ю. Ф. Шашурин. Торжественное открытие мемориала состоялось 9 мая 1985 года.
Вечный огонь был зажжён от факела, доставленного на бронетранспортере из Комсомольска-на-Амуре, где был зажжён от мартеновской печи на заводе «Амурсталь», построенного в годы войны.
В 2000 году были возведены дополнительные пилоны, на которых были высечены имена 20-ти тысяч жителей Хабаровского края, павших в борьбе с Германией и Японией.
Реконструкция площади состоялась в 2003 году. Были построен Спасо-Преображенский кафедральный собор и ещё один мемориал у Вечного огня, посвященный хабаровчанам, погибшим в локальных войнах и военных конфликтах. 
В 2015 году прошла последняя реконструкция площади, в результате которой были проведены работы по благоустройству, обновлению архитектурных элементов и установке нового освещения. Площадь Славы стала одной из главных достопримечательностей Хабаровска и местом проведения памятных мероприятий, посвященных Великой Отечественной войне.